# Granules denses
Les granules denses (dense car apparaissant dense aux électrons au microscope électronique) ou grains de sécrétion ou vésicules de sécrétion sont des vésicules (provenant du bourgeonnement de l'appareil de Golgi) qui contiennent des protéines synthétisées (qui sont des hormones ou neuropeptides, sucs digestifs…) destinées à être transportées vers la membrane cytoplasmique où elles seront sécrétées par exocytose.